# Henry Franklin Gilbert
Henry Franklin Gilbert (Somerville, 26 settembre 1868 – Somerville, 19 maggio 1928) è stato un compositore statunitense.

## Biografia
Ha studiato musica al New England Conservatory di Boston, sotto la guida di Mac Dowell per la composizione e di Emil Mollenhauer per il violino. 
Dopo la laurea, Gilbert intraprese una carriera nel mondo degli affari. Nel 1900 ha assistito alla performance di Louise di Gustave Charpentier che lo ha appassionato alla musica, e subito dopo si è interessato alla musica folk e alla musica afro-americana, componendo quello che è risultato il suo primo grande successo: Comedy Overture on Negro Themes (1910, musica per orchestra).
Questo fu seguito dal Negro Rhapsody, anch'esso per orchestra. Altri pezzi successivi si basarono sulla musica degli indiani e dei creoli americani. Tra i suoi lavori meno popolari ci sono tre danze americane. 
Gilbert ha realizzato la musica per il film del 1922 Down to the Sea in Ships. Sebbene in origine avesse intenzione di comporre una colonna sonora completamente nuova, il suo amico Joseph Carl Breil lo convinse che sarebbe stato meglio scrivere poche musiche originali e poi compilare il resto con le opere esistenti.
Tra le composizioni principali, annoveriamo: musiche per orchestra (Episodes (1897), Summerday Fantasy (1906), Americanesque (1907)), i poemi sinfonici (The Dance in Place Congo (1908), Negro Rhapsody (1913)), liriche da camera oltre che a canti popolari.
È da notare come il suo più grande successo, The Dance in Place Congo,  un lavoro basato su temi creoli completato nel 1908, fu inizialmente rifiutato dai produttori per motivi razziali e solo dopo qualche anno fu accettato, seppur rielaborato e trasformato in musica per balletto la cui prima assoluta è stata diretta da Pierre Monteux con Rosina Galli (ballerina) al Metropolitan Opera House di New York nel 1918.
Fu acclamato al Festival Internazionale di Musica Contemporanea di Francoforte sul Meno il 1 ° luglio 1927, con il compositore presente, anche se a quel tempo Gilbert era un invalido, e morì meno di un anno dopo, a Cambridge, nel Massachusetts. Aveva una cardiopatia congenita nota come Tetralogia di Fallot e il suo caso fu pubblicato da White e Sprague sul Journal of American Medical Association.
Nel 1921 avvenne la prima esecuzione assoluta nella Symphony Hall di Boston di Indian Sketches per orchestra di sua composizione diretta da Monteux.

## Opere principali
- Legend, per orchestra;
- Negro Episode, per orchestra;
- Humoresque, per orchestra;
- American Dances, per orchestra;
- Dance in Place Congo, poema sinfonico;
- Negro Rhap, (1912);
- Indian Sketches, (1915);
- Hymn to America, per coro e orchestra;
- A group of Songs;
- Two Episodes;
- Salambo's Invocation to Tanith;
- Pirate Song;
- Zephyrus, the Lament of Deirdre;
- Mazca;
- Scherzo;
- Two Verlaine Moods, the Island of the Fay;
- Croon of the Dew;
- Rain Song;
- Celtic Studies;
- Two South American Gypsy Songs;
- Un centinaio di Folksongs.